# Voleio
 Um vôlei no tênis é um tiro no qual a bola é atingida antes de pular no chão. Em geral, um jogador acerta um voleio enquanto está perto da rede, embora possa ser executado mais para trás, no meio da quadra de tênis ou até mesmo perto da linha de base.
O objetivo principal do voleio é ir para a ofensiva e reduzir a quantidade de tempo para o oponente reagir. Outra vantagem é que um jogador elimina qualquer possibilidade de um salto ruim de uma superfície irregular, como em alguns gramados e quadras de saibro. Além disso, se perto da rede, um volleyer tem uma escolha mais ampla de ângulos para bater na quadra do adversário. No entanto, reflexos rápidos e coordenação mão-olho são necessários para executar este tiro. Os principais meios de combater um voleador são a passada e o lob.
Geralmente, um jogador que avança para a rede no tipo de saque e vôlei fará com que o volley inicial fique bastante próximo da linha de serviço. O jogador então se aproximará da rede na esperança de fazer uma jogada para um ponto de vitória. É difícil acertar um voleio efetivo na área entre a linha de base e a linha de serviço, conseqüentemente isso é freqüentemente chamado de "terra de ninguém".

## Voleando
Um voleio regular é atingido com um backswing curto e um golpe firme/rápido. Enquanto estiver na rede, o jogador geralmente não tem tempo para fazer um longo backswing. Quando a bola vem em um ritmo menor, porém, um voleador pode fazer um backswing mais longo para dar mais força à bola, o que é chamado de "swing volley". Um jogador também pode tocar a bola levemente, para que a bola caia logo após a rede. Isso é conhecido como "drop volley".
Outro tipo de vôleio é o "drive volley". Este é atingido com mais backswing e acompanhamento do que um vôleio normal. Efetivamente, este é um golpe muito agressivo, dando ao seu oponente menos tempo, e pode ser usado como uma maneira de se aproximar da rede ("approach shot").
Para ser efetivo e seguro, um voleio deve ser (1) um drop volley que mal passa pela rede para que o jogador adversário não consiga chegar a ele, ou (2) um tiro muito bem angulado para que novamente o adversário não conseguir chegar até ele, ou (3) um voleio muito forte que salte muito próximo à linha de base do adversário e à linha lateral e que sirva como um golpe inicial em antecipação a um fraco retorno do oponente. Qualquer outro voleio permitirá que o adversário chegue à bola com tempo suficiente para fazer um golpe de retorno agressivo, podendo ser um lob ou uma passada.

## Half Volley
Quanto mais baixa a bola vem no volleyer, mais difícil é acertar um voleio efetivo. Nesses casos, talvez seja melhor para um jogador deixar a bola pular e imediatamente acertar o retorno em vez de tentar voleá-la. Neste caso, a raquete entra em contato com a bola quase ao nível da superfície. Este é chamado de Half volley, embora tecnicamente não seja mais um voleio, e é um dos arremessos mais difíceis no tênis; John McEnroe, Patrick Rafter e Leander Paes foram considerados mestres dele.

## Jogadores notáveis no jogo de rede

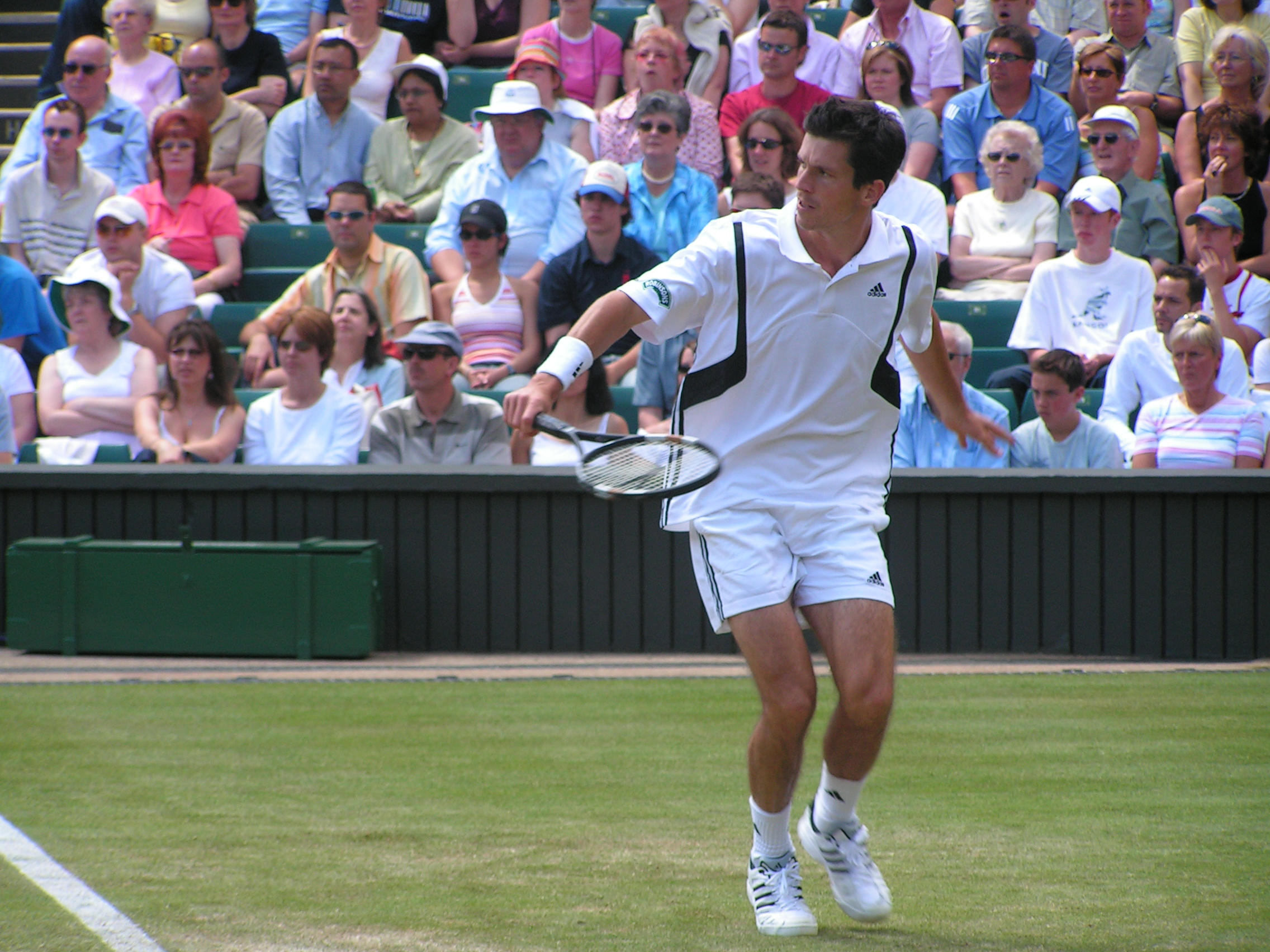
Tim Henman é conhecido por seu Serviço e voleio na comunidade de tênis por seu excelente "toque".

Entre os jogadores masculinos da era aberta (pós 1968), John McEnroe e Stefan Edberg e Leander Paes são geralmente considerados como sendo os melhores e mais naturais volleyers, embora alguns considerem Patrick Rafter ou Tim Henman como tendo sido igualmente proficientes. Pete Sampras também é considerado como tendo tido os melhores voleios nos últimos tempos.
Entre as jogadoras de era aberta, Martina Navratilova é considerada uma excelente voleadora. Jana Novotná também foi conhecida por suas habilidades superiores de voleio.

Outros jogadores masculinos conhecidos por suas habilidades superiores de voleio incluem:
- Vinnie Richards
- Jack Kramer
- Frank Sedgman
- Lew Hoad
- Rod Laver
- Ken Rosewall
- Tony Roche
- John Newcombe
- John McEnroe
- Pat Cash
- Stefan Edberg
- Boris Becker
- Michael Stich
- Pete Sampras
- Patrick Rafter
- Leander Paes
- Tim Henman
- Roger Federer
- Feliciano López

 As jogadoras conhecidas por suas habilidades de voleio superiores incluem: 
- Maria Esther Bueno
- Martina Navratilova
- Jana Novotná
- Serena Williams
- Martina Hingis
- Amélie Mauresmo
- Justine Henin
- Venus Williams
- Agnieszka Radwańska
- Roberta Vinci